# Tufărișurile mediteraneene de la Isverna
Tufărișurile meditaraneene de la Isverna alcătuiesc o arie protejată de interes național ce corespunde categoriei a IV-a IUCN (rezervație naturală de tip botanic) situată în județul Mehedinți, pe teritoriul administrativ al comunei Isverna.

## Localizare
Aria naturală  se află în extremitatea central-nordică a județului Mehedinți (în Podișul Mehedinți, între Munții Mehedinți și Piemontul Getic), aproape de limita teritorială cu județul Caraș-Severin, în imediata apropiere sud-estică a Parcul Național Domogled - Valea Cernei.

## Descriere
Rezervația naturală a fost declarată arie protejată prin Legea Nr.5 din 6 martie 2000, publicată în Monitorul Oficial al României, Nr. 152 din 12 aprilie 2000 (privind aprobarea Planului de amenajare a teritoriului național - Secțiunea a III-a - zone protejate) și se întinde pe o suprafață de 10 hectare. 
Aria protejată reprezintă o zonă montană acoperită cu specii de arbori, arbusti și ierburi, în a cărei areal vegetează mai multe specii floristice rare, printre care: unghia-ciutei (Asplenium ceterach ), ruginiță (Asplenium lepidum), gențiană (Gentiana cruciata), sânziană roșie (Galium purpureum) sau moșmon (Micromeria pulegium).